# Shōjo-manga
Shōjo-manga (jap. 少女漫画 shōjo-manga) – rodzaj mangi, której grupą docelową są nastoletnie dziewczęta.

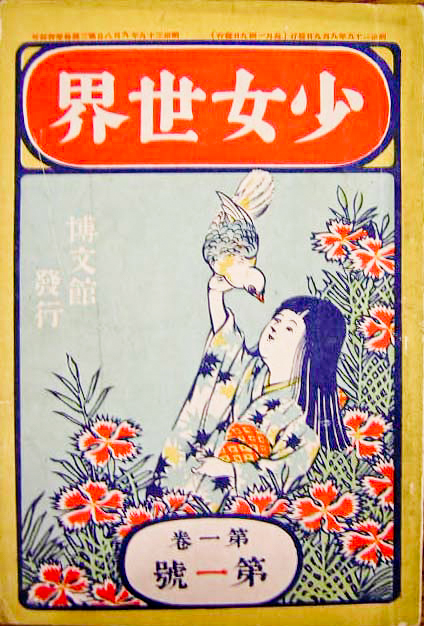
Okładka jednego z pierwszych magazynów shōjo w Japonii.

Tematem przewodnim shōjo-mangi może być cokolwiek, od historycznej dramy po science fiction, lecz z widocznym scentralizowaniem romantycznych uczuć lub emocji postaci. Często shoujo mangi traktują o romantycznej miłości (zazwyczaj pierwszej) nastolatki, która pomimo przeciwności losu, nieodwzajemnionego uczucia, zawistnej przyjaciółki, sprzeciwu rodziców lub rywalki, jest w imię tej miłości gotowa do największych wyrzeczeń. Na ogół shōjo-manga są bardzo romantyczne i mają szczęśliwe zakończenia.
Manga dla chłopców nazywa się shōnen-manga.
Filmy animowane dla dziewcząt nazywają się shōjo-muke-anime.

## Przykłady shōjo-mangi
- Brzoskwinia
- Czarodziejka z Księżyca
- Fruits Basket
- Służąca przewodnicząca
- Lovely Complex
- Mars
- Ouran High School Host Club
- Perfect Girl Evolution
- Saiunkoku monogatari
- Skip Beat!
- Tajemnica przeszłości
- Tokyo Mew Mew
- Vampire Knight
- Róża Wersalu